# Pinto do Monteiro
Severino Lourenço da Silva Pinto, conhecido como Pinto do Monteiro (Carnaubinha, município do Monteiro, 21 de novembro de 1895 - 28 de outubro de 1990) foi um poeta popular, Compositor, cantador e improvisador brasileiro. Filho de uma doméstica com um tropeiro, chegou a trabalhar como vaqueiro, vendedor de cuscuz, auxiliar de enfermagem e guarda do serviço contra a malária. Foi também soldado no combate aos bandos de cangaceiros. Casou-se quatro vezes e aprendeu a ler e a escrever já depois de adulto.

## História
Foi um dos mais lendários cantadores e repentistas nordestinos. Depois que deixou de ser vendedor de cuscuz no Recife, passou a cantar no Mercado São José, na capital pernambucana. Percorreu o país encontrando-se e duelando com diversos repentistas. Alguns desses duelos, foram meramente imaginários, como o travado contra Patativa do Assaré. Seus versos foram registrados em dois LPs, "Pinto de Monteiro e Zé Pequeno: Acelerando nas asa do juízo", lançado de forma independente e "Pinto de Monteiro: Vida, poesia e verdade"", lançado pela Fundação Joaquim Nabuco. Teve ainda sua imagem e voz registradas em fitas de vídeo, super-8, Fita cassete e cinema. Um de sua versos mais famosos foi feito por ocasião do desafio com Severino Milanês da Silva: "No dia  que eu tenho raiva/o vento sente um cansaço/o dia perde a beleza/a lua perde o espaço/o sol transforma-se em gelo/cai de pedaço em pedaço".                                                                                                                                                                        Em 1985 foi criado pelo Centro de Estudos e de Documentação da História Brasileira - Cehibra, da Fundação Joaquim Nabuco, o Projeto Memória Fonográfica, dirigido pelo pesquisador Renato Phaelante, e no mesmo ano foi lançado o LP "Pinto do Monteiro - Vida, poesia e verdade"  a partir de gravações realizadas com o poeta às vésperas de completar 90 anos, nas quais ele relembra seus encontros com figuras políticas brasileiras como Barbosa Lima Sobrinho, José Américo de Almeida, o Ministro João Alberto e o ex-governador de São Paulo Ademar de Barros. Também são relembrados caôs de sua vida de vaqueiro e cantador e famosos desafios com Lourival Batista e com Gato Preto. Em 2000, o cantor e compositor pernambucano Antônio Nóbrega, no CD "Madeira que cupim não rói",  fez referência ao poeta na música "Sambada dos mestres", de sua parceria com Wilson Freire na qual canta: "No improviso da viola/de todos sou o primeiro/porque sou cobra criada/pelo Pinto de Monteiro."                                                                                                                                                                 Em 2010, foi lançado pela Fundação Joaquim Nabuco, do Recife, o CD "Pinto do Monteiro - Vida, poesia e verdade" Uma remasterização do LP lançado em 1985 com depoimentos e cantorias do poeta e repentista. No encarte do CD o sociólogo Sebastião Vila Nova afirma: "Pinto do Monteiro, sendo poeta dos mais altos entre todos os que já nos deu a literatura oral do nosso povo, é também representante do que há de mais depurado na cantoria do Nordeste. O registro em disco de sua arte representa, portanto, a fixação do que existe de mais sofisticado e nordestinamente brasileiro na cultura do povo brasileiro"  Morreu em 1990 aos 94 anos de idade em Monteiro no estado da Paraíba.